# Kostel svatého Jana Nepomuckého (Slavice)
Kostel svatého Jana Nepomuckého je kulturní památka v Třebíči-Slavicích. Je filiálním kostelem farnosti Třebíč-Jejkov.
Kostel stojí zhruba uprostřed trojúhelníkové návsi. Postaven byl nákladem panství lesonického, jemuž Slavice náležely, v roce 1718. Mše se v něm konají jen v některé svátky, například o posvícení.
V interiéru jsou dvě pamětní desky obětem první světové války.

## Galerie

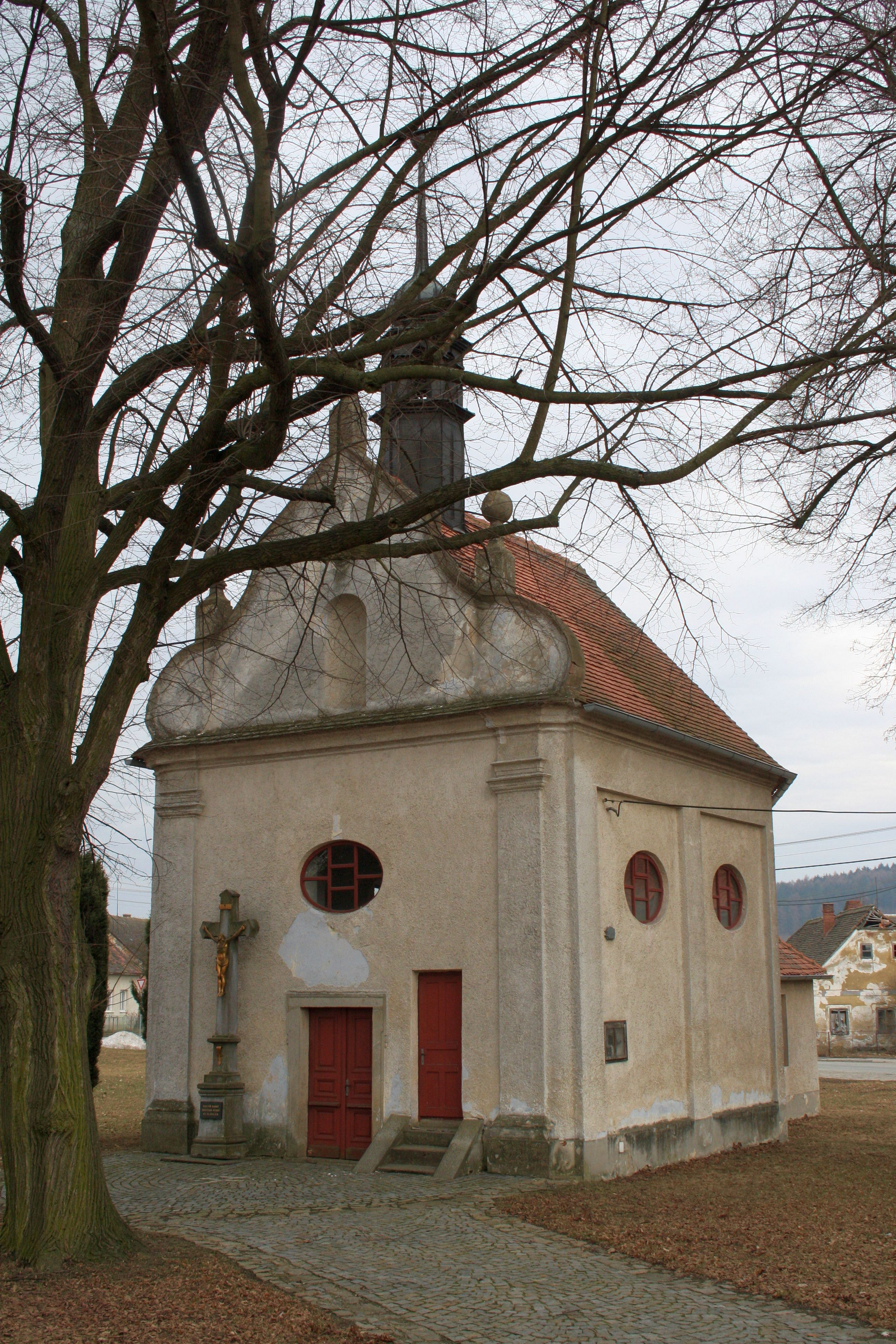
Pohled ke vchodu
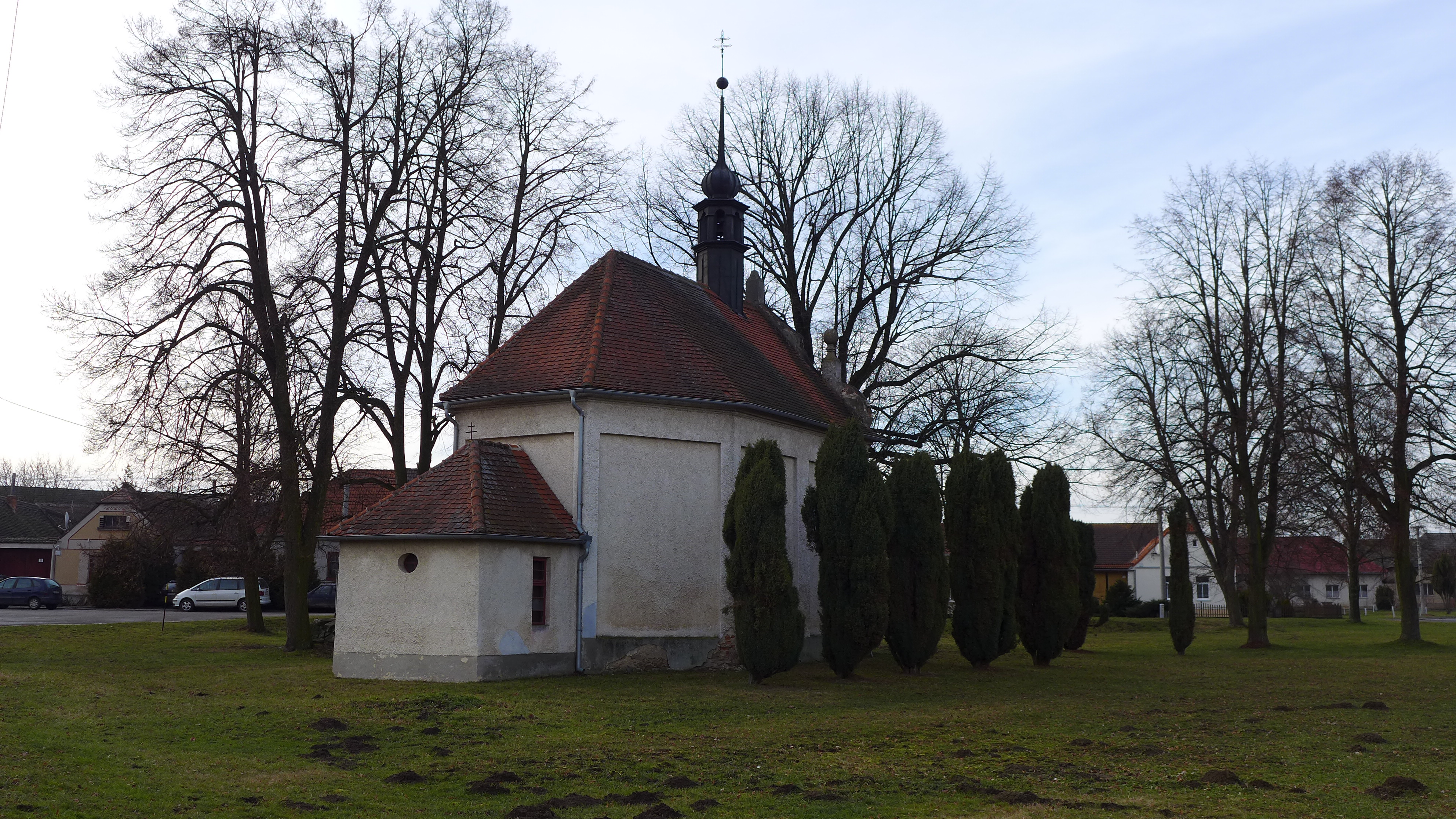
Kostel zezadu
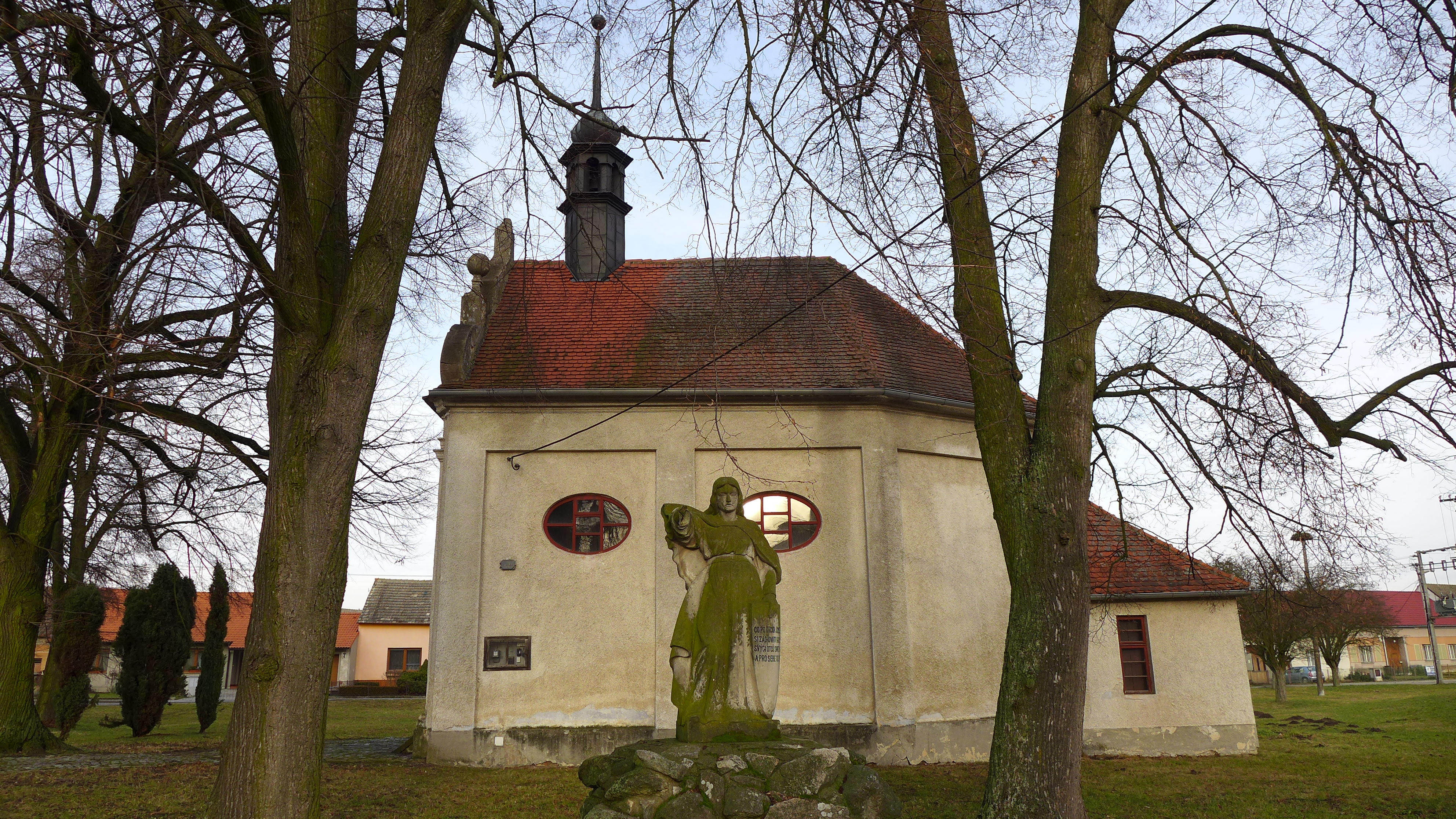
Kostel zboku
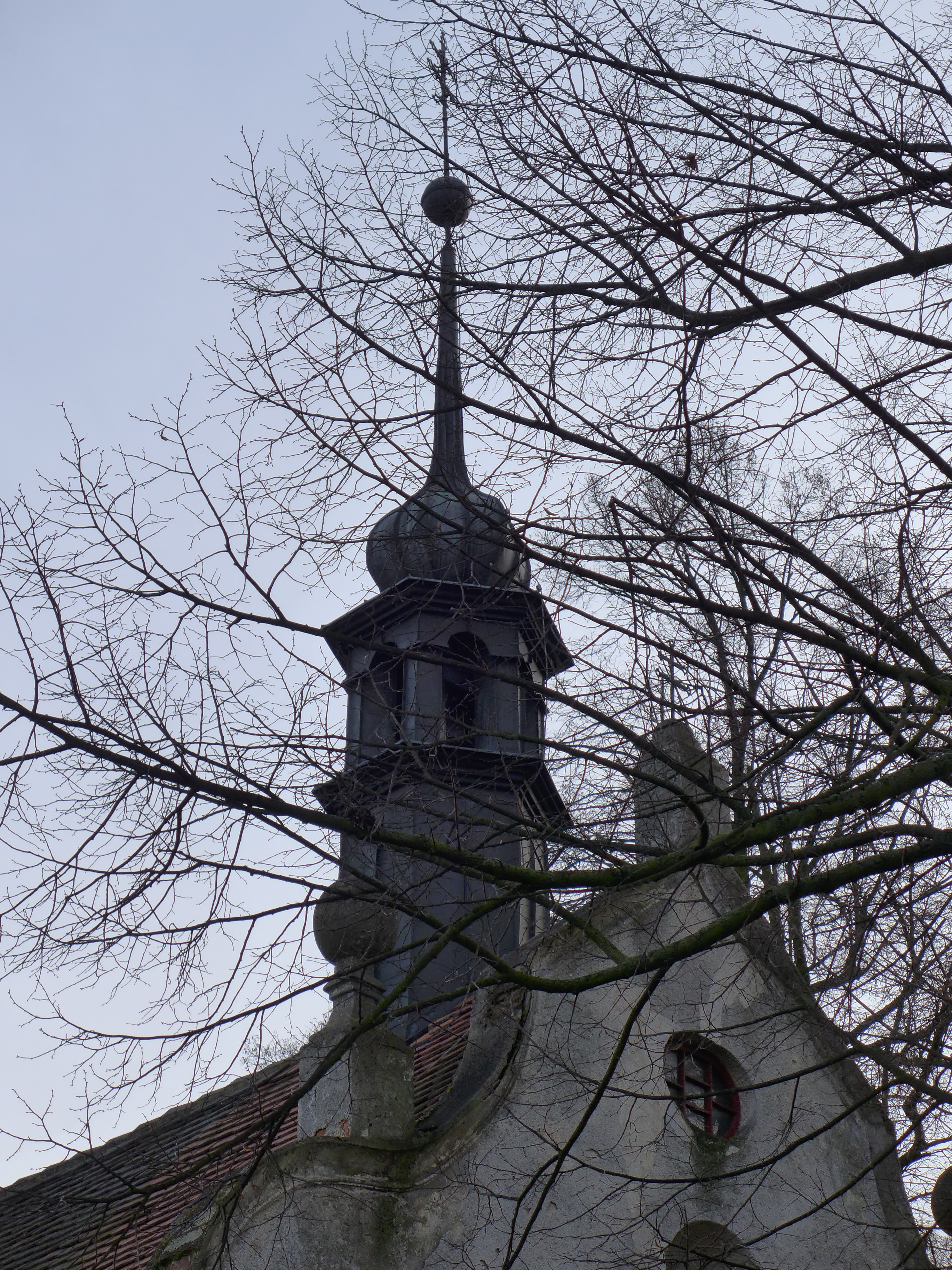
Zvonice